# Salmophasia orissaensis
Salmophasia orissaensis és una espècie de peix cipriniforme de la família dels ciprínids.